# Corymbia dallachiana
Corymbia dallachiana är en myrtenväxtart som först beskrevs av George Bentham, och fick sitt nu gällande namn av Kenneth D. Hill och Lawrence Alexander Sidney Johnson. Corymbia dallachiana ingår i släktet Corymbia och familjen myrtenväxter. Inga underarter finns listade i Catalogue of Life.

## Bildgalleri

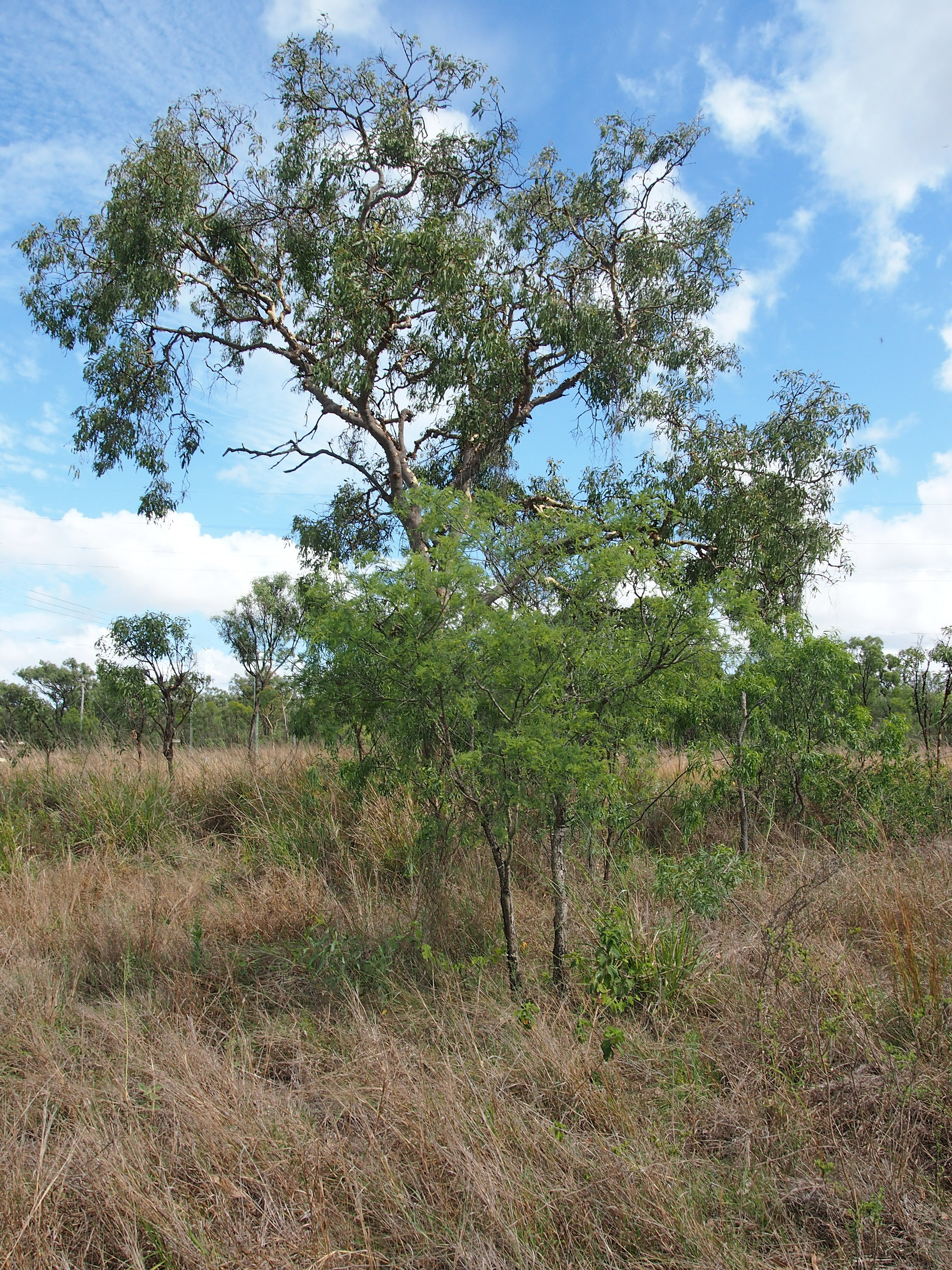